# Franz Rogg
Franz Alfons Rogg (* 30. September 1886 in Lenzkirch; † 19. März 1966 in Wilhelmshaven) war ein deutscher Sanitätsoffizier und Hautarzt.

## Leben
Nach dem Abitur am Berthold-Gymnasium in Freiburg im Breisgau begann Rogg an der Ludwig-Maximilians-Universität München Medizin zu studieren. Im November 1906 wurde er Mitglied des Corps Transrhenania München. Als Inaktiver wechselte er an die Universität Jena und die Universität Rostock.  1909 diente er als Einjährig-Freiwilliger beim 2. Infanterie-Regiment „Kronprinz“ der Bayerischen Armee. 1912 machte er in Rostock das medizinische Staatsexamen und ließ sich bei seinem Corps philistrieren. Als Medizinalpraktikant arbeitete er am Johanniter-Krankenhaus Heidenau und in der Pathologie vom Universitätsklinikum Rostock. 1913 zum Dr. med. promoviert, trat er in Kiel als Sanitätsoffizier in die Kaiserliche Marine ein. Zu Beginn des Ersten Weltkriegs diente er auf der Oldenburg. Zuletzt war er Marinestabsarzt auf der Blitz. Nach Kriegsende war er Divisionsarzt der Deutschen Legion Kurland, die ihn 1920 zur dermatologisch-venerologischen Ausbildung an das Universitätsklinikum Freiburg abkommandierte. 1922 kam er als Facharzt an das Marinelazarett Wilhelmshaven. 1927 wurde er als Marineoberstabsarzt in die Reichsmarine übernommen. 1931 als Marinegeneraloberarzt ausgeschieden, ließ er sich als Hautarzt in Wilhelmshaven nieder. Während Transrhenanias Suspension wurde er Mitglied der am 19. Juni 1938 gegründeten Altkameradschaft „von der Pfordten“. Am Zweiten Weltkrieg nahm er als Geschwader- und Flottenarzt z. V. teil. Nach Kriegsende wurde er Chefarzt der Dermatologischen Abteilung der Städtischen Krankenanstalten Wilhelmshaven. Nach der Pensionierung ließ er sich wieder als Facharzt in Wilhelmshaven nieder. Über viele Jahre war er ehrenamtlicher Vorsitzender der Bezirksstelle Wilhelmshaven der Ärztekammer Niedersachsen, der Kassenärztlichen Vereinigung und der Privatärztlichen Verrechnungsstelle. Rogg war seit 1915 verheiratet und hatte eine Tochter und zwei Söhne.

## Ehrungen
- Eisernes Kreuz (1914) II. und I. Klasse[4]
- Ritterkreuz II. Klasse des Ordens vom Zähringer Löwen mit Schwertern[4]
- Friedrich-August-Kreuz II. Klasse[4]
- Hamburger Hanseatenkreuz[4]
- Baltenkreuz
- Badisches Verdienstkreuz für Kriegshilfe
- Preußische Rote Kreuz-Medaille III. Klasse
- Kriegsverdienstkreuz (1939) 2. und 1. Klasse
- Bundesverdienstkreuz 1. Klasse am 10. Oktober 1956